# Потаскуєв Віталій Григорович
Віталій Григорович Потаскуєв (нар. 1934) — радянський футболіст, нападник.

## Життєпис
У першій половині 1950-х років виступав за команду селища Монетний Свердловської області, ставав призером юнацьких та дорослих обласних змагань. Також на початку кар'єри грав у змаганнях КФК за «Авангард» (Нижній Тагіл). У 1955 році дебютував у змаганнях майстрів у складі «Авангарду» (Свердловськ), з 14 голами став найкращим бомбардиром своєї команди.
У 1956 році перейшов у свердловський ОБО (згодом — СКВО). Дебютний матч у класі «А» зіграв 12 травня 1956 року проти кишинівського «Буревісника» і в ньому ж вперше відзначився голом. Всього у вищій лізі за свердловських армійців зіграв 6 матчів і забив 3 м'ячі. У 1957-1958 роках продовжував виступати за клуб у класі «Б» і в 1958 році став переможцем зонального турніру класу «Б».
У 1959 році був граючим тренером команди «Труд» (Краснотуринськ), яка виступала в змаганнях КФК. Потім перейшов у кишинівську «Молдову», в її склад зіграві один матч у класі «А» — 9 квітня 1960 року проти ризької «Даугави».
Потім до кінця кар'єри виступав за клуби першої ліги й нижчих дивізіонів, які представляли Українську РСР. У 1961 році також значився в складі талліннського «Калева» з класу «А», але жодного матчу не зіграв. У 1963 році грав у складі сімферопольської «Таврії», проте у складі команди відзначався переважно гулянками в місцевих ресторанах, разом із Юрієм Щербаковим, Євгенієм Ларіним, Валерієм Івановим, Георгієм Ватьяном. Останнім відомим клубом футболіста в 1964 році стала «Чайка» (Балаклава). Після сезону 1964 року через постійні порушення режиму завершив кар'єру гравця.
Подальша доля невідома.